# Philip Nitschke
Philip Haig Nitschke, né le 8 août 1947 à Ardrossan, est un médecin, auteur et militant pro-euthanasie australien.

## Biographie
Il est célèbre pour avoir inventé la machine à euthanasie (en) Deliverance, et avoir permis son utilisation sur trois patients, profitant d'une légalisation temporaire de l'euthanasie en Territoire du Nord australien entre 1995 (en) et 1997 (en). Il devient ainsi le premier médecin au monde à administrer sur un patient, de manière légale et volontaire, une injection létale activée par un programme informatique.
Il est l'auteur de plusieurs ouvrages relatifs à l'euthanasie, dont The Peaceful Pill Handbook (en) paru en 2006 et traduit en français sous le titre Pilule douce  dans lequel il donne des conseils pratiques sur le suicide avec des poisons et des gaz.

### Technique d'euthanasie
En 2022, il annonce une nouvelle invention la capsule Sarco, conçue à partir d'une imprimante 3D destiné à donner à proposer un suicide assisté en proposant une mort par asphyxie à l’azote. La mort survient par hypoxie et hypocapnie, c’est-à-dire par privation d’oxygène et de dioxyde de carbone. Après des réticences juridiques et éthiques pour la commercialisation de son invention, il décide de déployer ses capsules via la filiale suisse de son organisation Exit International, baptisée Exit Switzerland.
Fin septembre 2024, la capsule Sarco est utilisé pour la première fois par une américaine de 64 ans, gravement malade, dans une forêt du petit village de Merishausen, situé près de Schaffhouse, au nord de la Suisse. Ce suicide est révélé publiquement par l'association The Last Resort  et relayé par le compte X de Philip Nitschke. En Suisse, l'assistance au suicide étant autorisé selon des conditions strictes, le parquet de Schaffhouse est ouverte "pour incitation et aide au suicide".